# Suzzanna
Suzanna Martha Frederika van Osch (Bogor, 13 de outubro de 1942 — Magelang, 15 de outubro de 2008), mais conhecida como Suzzanna, foi uma atriz indonésia de ascendência indo-européia (Eurásia). Conhecida também como a "A Rainha do Terror Indonésio", tornou-se especialmente popular após atuar como o mítico espírito da prostituta Sundel Bolong, em 1981, no filme Sundelbolong.

## Biografia
Suzzanna, de ascendência javanesa, manadesa, alemã e holandesa, começou como uma atriz mirim e mais tarde se tornou uma das maiores estrelas do cinema de terror indonésio. Foi premiada como Melhor Atriz Mirim em 1960 no Asia Film Festival, em Tóquio, e coroada como mais popular atriz de 1972 no Asia-Pacific Film Festival, em Seul. Também foi indicada ao Piala Citra do Festival Film Indonesia como melhor atriz, em 1979, por seu papel em Pulau Cinta; e em 1982, por seu papel em Ratu Ilmu Hitam.
Os indonésios a conhecem como "A Rainha do Terror Indonésio" por causa de sua atuação no gênero, e também por conta de seu misterioso estilo de vida até os últimos dias. Algumas pessoas diziam que mesmo em sua velhice manteve uma aparência jovem graças a seu hábito recorrente de comer flores de jasmim e de usá-las como hidratante natural.
Foi casada com o ator Dicky Suprapto. Depois de sua separação — nunca se divorciaram, por terem se casado pela Igreja Católica — passou a morar junto com o ator Clift Sangra. Sua filha de seu casamento com Dicky Suprapto, Kiki Maria, também é atriz. Suzanna havia se aposentado dos filmes na década de 1990, mas retornou em Hantu Ambulance, em 2008, o qual foi sua última aparição.

## Morte
Suzzanna morreu em sua residência, em Magelang, Rabu, no dia 15 de outubro de 2008, aos 66 anos de idade, decorrente de diabetes, após lutar 30 anos contra a doença. A causa da morte foi controversa, porque seu então companheiro Clift Sangra enterrou-a secretamente junta de líderes religiosos locais, e seus outros familiares souberam da morte apenas através da mídia e de vizinhos. Contudo, de acordo com Bambang Tjatur Iswanto, assessor da família de Suzzanna, ela tinha um testamento em que pedia para não ser massivamente exposta quando falecesse. Ela foi enterrada no cemitério Giriloyo, em Magelang, na sepultura com seu filho, Ari Adrianus, e sua irmã, Irene Beatrix van Osch.

## Filmografia
| Ano  | Filme                         |
| ---- | ----------------------------- |
| 1950 | Darah dan Doa                 |
| 1958 | Asrama Dara                   |
| 1959 | Bertamasja                    |
| 1961 | Mira                          |
| 1963 | Antara Timur dan Barat        |
| 1963 | Aku Hanya Pajangan            |
| 1965 | Segenggam Tanah Perbatasan    |
| 1966 | Suzie                         |
| 1967 | Penanggalan                   |
| 1970 | Bernafas dalam Lumpur         |
| 1970 | Tuan Tanah Kedawung           |
| 1971 | Beranak dalam Kubur           |
| 1971 | Air Mata Kekasih              |
| 1973 | Napsu Gila                    |
| 1973 | Bumi Makin Panas              |
| 1974 | Ratapan dan Rintihan          |
| 1978 | Pulau Cinta                   |
| 1980 | Permainan Bulan Desember      |
| 1981 | Sundel Bolong                 |
| 1981 | Lembah Duka                   |
| 1981 | Ratu Ilmu Hitam               |
| 1982 | Sangkuriang                   |
| 1982 | Nyi Blorong                   |
| 1983 | Nyi Ageng Ratu Pemikat        |
| 1983 | Perkawinan Nyi Blorong        |
| 1984 | Telaga Angker                 |
| 1984 | Dia Sang Penakluk             |
| 1984 | Usia dalam Gejolak            |
| 1985 | Ratu Sakti Calon Arang        |
| 1985 | Bangunnya Nyi Roro Kidul      |
| 1986 | Malam Jumat Kliwon            |
| 1986 | Petualangan Cinta Nyi Blorong |
| 1987 | Samson dan Delilah            |
| 1988 | Santet                        |
| 1988 | Ratu Buaya Putih              |
| 1988 | Malam Satu Suro               |
| 1989 | Wanita Harimau (Santet II)    |
| 1990 | Pusaka Penyebar Maut          |
| 1990 | Titisan Dewi Ular             |
| 1991 | Perjanjian di Malam Keramat   |
| 1991 | Ajian Ratu Laut Kidul         |
| 2008 | Hantu Ambulance               |